# Australopithecus garhi
Australopithecus garhi je druh vyhynulého hominida, žijící na počátku pleistocénu, zhruba před 2,5 miliony let ve východní Africe, na území dnešní Etiopie. Druhový přívlastek garhi v překladu z afarštiny znamená „překvapení”. Návrh českého odborného názvu zní Australopiték dlouhonohý.

## Objevy

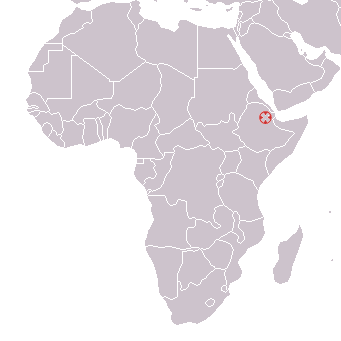
Místo nálezu na mapě Afriky

Australopithecus garhi patří k dosud velmi málo poznaným australopitékům. Druh byl popsán především na základě zlomků lebky BOU-VP-12/130, kterou Yohannes Haile-Selassie odhalil 20. listopadu 1997 v jihovýchodní části poloostrova Bouri v oblasti Střední Awaš.

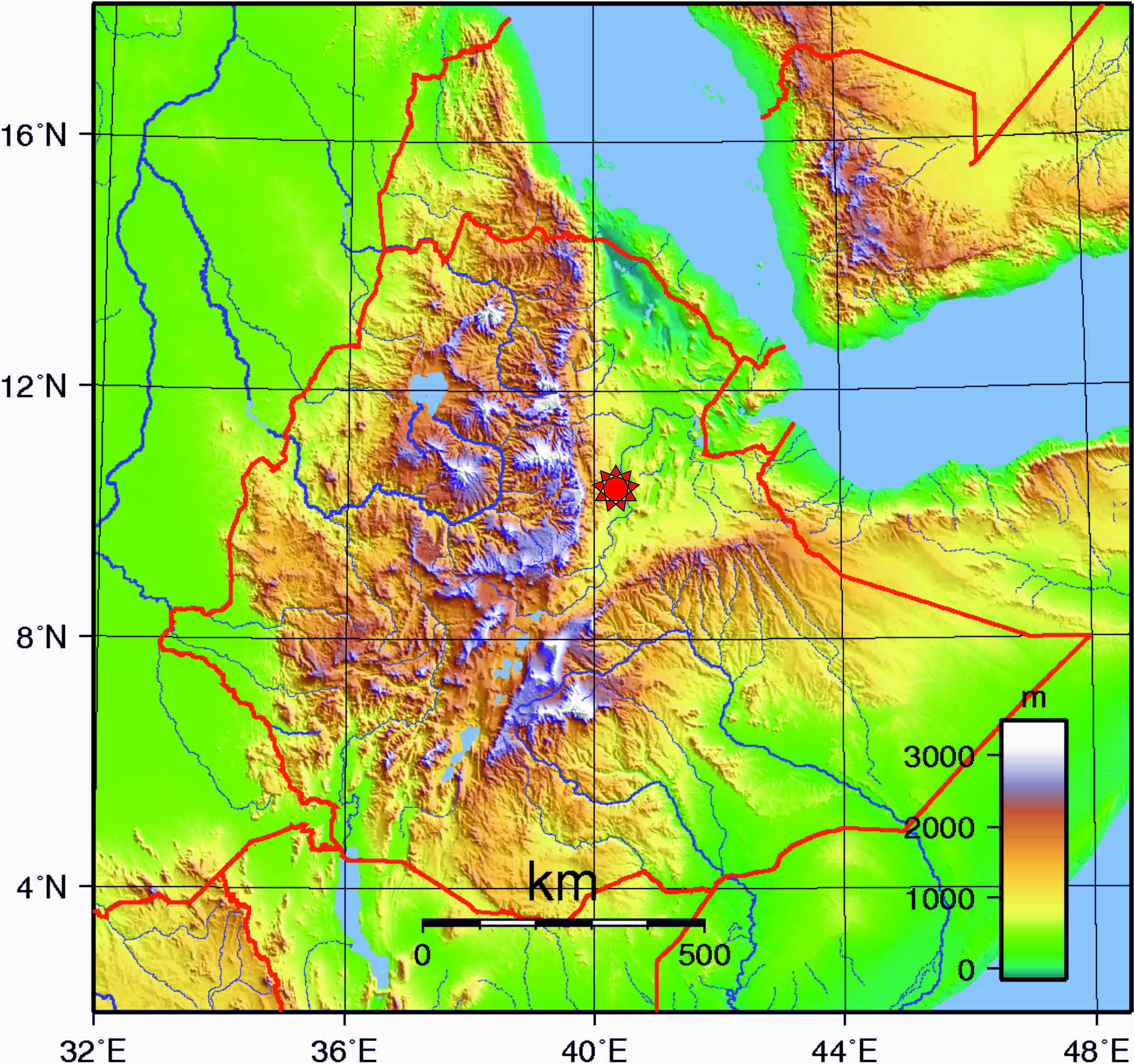
Oblast Střední Awaš na mapě Etiopie

V Bouri byly roku 1996 nalezeny i další ostatky homininů - část loketní kosti a především torzovitě dochovaná kostra nedospělého jedince, složená z poškozených zlomků pažní, vřetenní, stehenní i lýtkové kosti, z článku prstu na noze a části dolní čelisti. Chybí ale zlomky lebky nebo zubů, které by bylo možné porovnat s jinými nálezy a přiřadit konkrétnímu druhu. Drobný zlomek dolní čelisti postrádá jakékoliv diagnostické znaky. Úlomky kostí však byly zachyceny jen asi 300 m od místa nálezu stejně staré lebky BOU-VP-12/130, a proto s velkou pravděpodobností patří druhu A. garhi. Dokonce lze uvažovat, že spolu s lebkou náleží témuž jedinci.
Druhu Australopithecus garhi by mohly být přiřazeny také ostatky, zachycené již roku 1990 na severněji položených lokalitách Matabaietu (část pažní kosti) a Gamedah (malý zlomek temenní kosti a část bezzubé dolní čelisti). Kvůli silnému poškození je však opět nelze s jistotou přiřadit konkrétnímu druhu. Jistější je jen určení dolní čelisti s dobře dochovanými zuby, zjištěné 17. listopadu 1997 v Esa Dibo.

## Popis
Lebka druhu Australopithecus garhi se svým celkovým utvářením značně podobá staršímu druhu Australopithecus afarensis. Mozkovna dosahuje objemu přibližně 450 cm³, čímž nijak nevybočuje z hodnot ostatních australopitéků. Přítomnost šípového hřebene crista sagittalis ukazuje na dobře vyvinuté žvýkací svaly. Těm poskytuje dostatek prostoru i výraznější zúžení lebky za očnicemi. Horní čelist je v prostoru pod nosem konvexně vyklenutá a poměrně výrazně vystupuje vpřed. Vstup do nosní dutiny je ostře ohraničený, nikoliv zaoblený. Primitivně ploché patro tvoří tenké kosti. Jařmové oblouky vybíhají z čelisti až nad prvními stoličkami, tedy poměrně vzadu jako u lidoopů (u mladších australopitéků vystupují již nad třenovými zuby). Zajímavá je přítomnost útvaru „frontal trigon”, trojúhelníkovité vklesliny na čelní kosti nad očnicovým valem, která je znakem robustních australopitéků, vyskytuje se však i u druhu A. afarensis.
Od afarských australopitéků se lebka z Bouri liší především utvářením zubů. Ty jsou nezvykle velké, takže zadní zuby (stoličky a třenové zuby) dosahují extrémních hodnot druhu Paranthropus boisei. Na rozdíl od paranthropů, jejichž přední zuby jsou výrazně redukované, má ovšem A. garhi značně velké i řezáky a špičáky. Ty jsou širší než u všech ostatních známých australopitéků. Poměr velikosti předních a zadních zubů tak zůstává obdobný druhům A. afarensis nebo A. africanus. A. garhi má také proti paranthropům slabší sklovinu a odlišný způsob opotřebení stoliček. Třenové zuby jsou méně molarizované (svým utvářením se méně podobají morfologii stoliček). Zachována zůstává i lidoopí diastema (mezera mezi řezákem a špičákem), která se již u paranthropů a prvních lidí nevyskytuje, ačkoliv u A. afarensis je ještě častá. Zuby jsou uložené v přibližně paralelních, jen mírně se odklánějících řadách, takže - podobně jako u A. afarensis - ještě netvoří typicky lidský parabolický oblouk.
O stavbě těla není známo téměř nic i vzhledem k tomu, že kosti končetin nelze jednoznačně přiřadit druhu A. garhi. Kostra z Bouri je i přes torzovité dochování zajímavá tím, že stehenní kost je delší než u ostatních australopitéků a blíží se již rodu Homo. Naopak primitivním znakem je prodloužené předloktí, odpovídající dlouhým pažím šplhajících lidoopů. Kostra je však značně fragmentární, takže je zatím obtížné činit jakékoliv závěry.

## Způsob života
Omezené množství nálezů umožňuje získat jen velmi málo informací o způsobu života tohoto druhu australopitéků. Delší nohy mohou svědčit o výkonnější bipedii, zachování prodlouženého předloktí však vypovídá o přetrvávajícím, alespoň příležitostném šplhání ve větvích. Místo nálezu se na základě geologických studií i podle spektra nalézané fauny před 2,5 miliony let nacházelo na břehu mělkého sladkovodního jezera, patrně obklopeného travnatými pláněmi s ostrůvky prosvětlených lesíků.

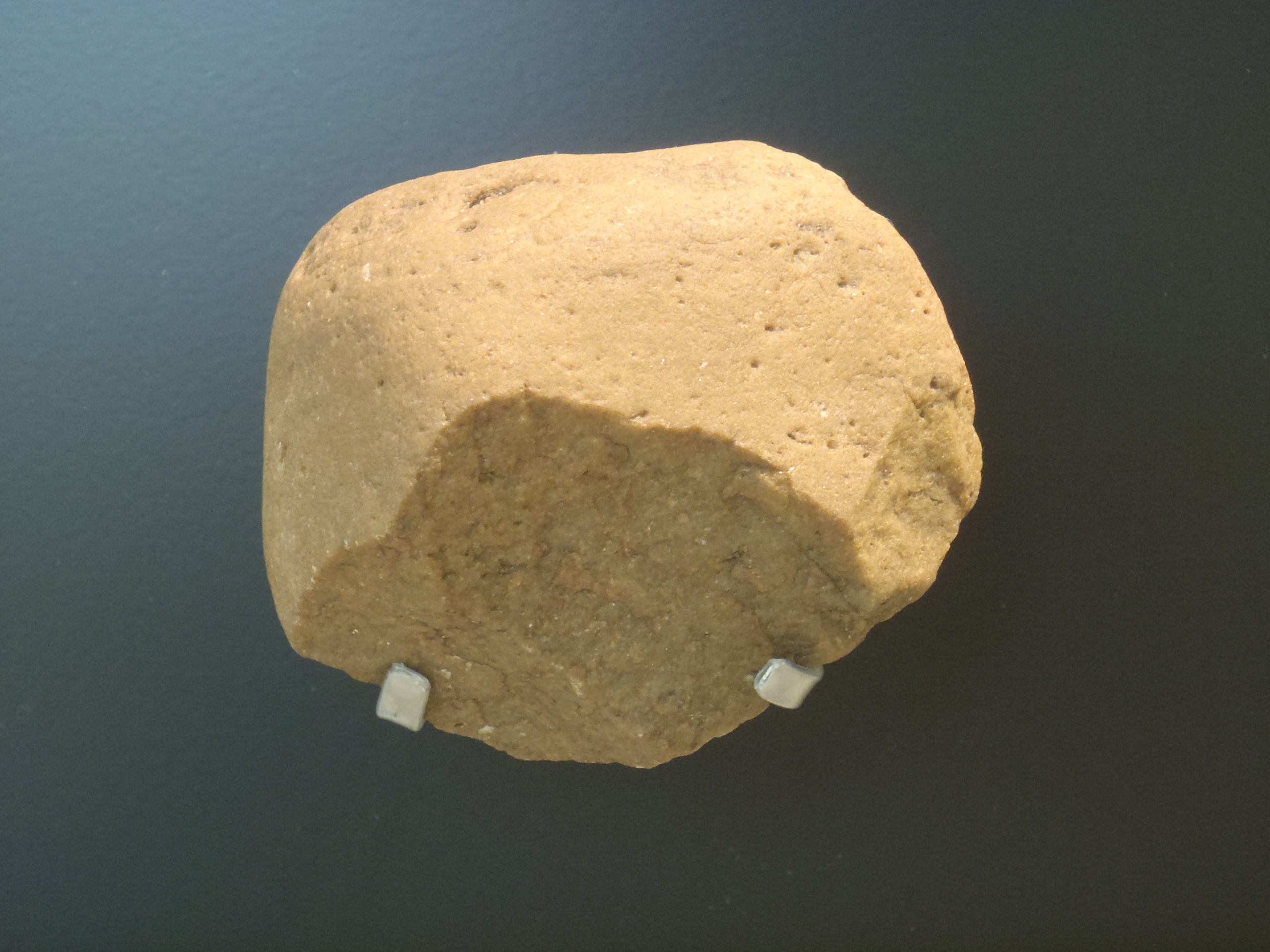
Oldovanský sekáč z Botswany

Většina studií se ovšem soustředí na možnost výroby a užívání nástrojů. V Bouri byly totiž kromě lebky A. garhi zachyceny stejně staré kosti turovitých a koní Hipparion s rýhami a stopami úderů kamenem na povrchu. Ačkoliv není možné jednoznačně prokázat, že toto poškození způsobili zástupci druhu A. garhi, souvislost je velmi pravděpodobná. Jedná se tak o další náznak užívání a snad i výroby kamenných nástrojů australopitéky, doklad zájmu o živočišné potravní zdroje a snahy o získání masa nebo morku.
S tímto nálezem jsou často spojovány i jednoduché kamenné nástroje oldovanské tradice, zachycené v nedalekém Gona roku 1995 a datované do doby před 2,6 miliony let. Jejich tvůrci však mohli být i časní zástupci rodu Homo. Přímo v Bouri bylo náhodně zachyceno několik neurčitelných jader a úštěpů, během výzkumu však žádné nástroje zjištěny nebyly.

## Fylogeneze
Postavení A. garhi je zatím nejasné. Nálezy jsou datovány do doby, kdy se ve východní Africe objevují první zástupci rodu Homo. Autoři je proto považují za možné pojítko mezi australopitéky a lidmi. Opírají se přitom i o prodloužené dolní končetiny a náznak využívání nástrojů. Tento názor však není jednoznačně přijímán, a to i proto, že dosud neexistuje přesvědčivý důkaz o vzájemné souvislosti všech nálezů - lebky, ostatků končetin, nástrojů a pořezaných zvířecích kostí. Problematické jsou také nápadně velké zuby. Nové nálezy prvních lidí jsou navíc datovány již do doby před 2,8 miliony let, ostatky A. garhi jsou proto příliš mladé.
Jiní badatelé kvůli velikosti zubů předpokládají spíše příslušnost k rodu Paranthropus (před 2,5 miliony let žil ve východní Africe druh Paranthropus aethiopicus), zbytek lebky však znaky této skupiny postrádá.
Proto je pravděpodobné, že Australopithecus garhi představuje poslední zástupce východoafrických gracilních australopitéků, vycházející snad z A. afarensis, slepou vývojovou větev s vlastní ekologickou nikou, paralelní rodům Paranthropus i Homo.